# New Castle (Virgínia)
New Castle és una població dels Estats Units a l'estat de Virgínia. Segons el cens del 2000 tenia 179 habitants.

## Demografia
Segons el cens del 2000, New Castle tenia 179 habitants, 85 habitatges, i 51 famílies. La densitat de població era de 432 habitants per km².
Dels 85 habitatges en un 23,5% hi vivien nens de menys de 18 anys, en un 47,1% hi vivien parelles casades, en un 10,6% dones solteres, i en un 40% no eren unitats familiars. En el 36,5% dels habitatges hi vivien persones soles el 9,4% de les quals corresponia a persones de 65 anys o més que vivien soles. El nombre mitjà de persones vivint en cada habitatge era de 2,11 i el nombre mitjà de persones que vivien en cada família era de 2,73.
Per edats la població es repartia de la següent manera: un 22,9% tenia menys de 18 anys, un 12,3% entre 18 i 24, un 23,5% entre 25 i 44, un 25,1% de 45 a 60 i un 16,2% 65 anys o més.
L'edat mediana era de 37 anys. Per cada 100 dones de 18 o més anys hi havia 91,7 homes.
La renda mediana per habitatge era de 26.250 $ i la renda mediana per família de 35.750 $. Els homes tenien una renda mediana de 25.625 $ mentre que les dones 19.583 $. La renda per capita de la població era de 14.119 $. Entorn del 20,4% de les famílies i el 17,2% de la població estaven per davall del llindar de pobresa.

## Poblacions properes
El següent diagrama mostra les poblacions més properes.